# Unpaywall
Unpaywall est un logiciel libre sous Licence MIT dont la base de données recopie du contenu en accès ouvert sur plus de 50.000 éditeurs et archives ouvertes. Il permet de trouver facilement des versions en accès ouvert d'articles normalement payants. Unpaywall est utilisable comme extension sur Google Chrome ou sur Firefox.

## Historique
En 2011, Heather Piwowar, Jason Priem et Cristhian Parra participent à un Hackathon et commencent à travailler sur un logiciel permettant de repérer les ressources accessibles librement sur Internet. Ils établissent les bases de Unpaywall, qu'ils développeront dans le cadre d'Impactstory, une entreprise à but non lucratif rebaptisée ultérieurement Our Research.
Le projet est officiellement lancé en 2017. 

## Principe
L'idée de base est que de nombreux chercheurs sont liés par un mandat de libre accès imposé par les organismes finançant leur recherche qui les contraint à déposer une version en accès libre de leurs articles, souvent sur une archive ouverte. Unpaywall permet d'accéder facilement à ces versions qui sont souvent des postprints (après intégration des corrections résultant de l'évaluation par les pairs, et avant la publication officielle dans une revue).
Selon une recherche menée en 2017 par Heather Piwowar et Jason Priem, près de la moitié des publications de recherche récentes sont accessibles gratuitement sur Internet.

## Fonctionnement
Pour pouvoir utiliser Unpaywall, il faut ajouter l'extension dans Google Chrome ou Firefox. Cela peut être fait à partir du site web du logiciel ou des dépôts d'extensions de navigateurs. Une fois installé dans le navigateur, le symbole apparaîtra dans la barre d'outils Google (un cadenas sur fond noir). Lors de la recherche d'un article sur le web, un cadenas apparaîtra sur le côté droit de l'écran du navigateur. Si l'article a une version ouverte, le fond du cadenas sera vert, mais s'il n'est pas disponible, le fond sera gris. Si l'article est trouvé et disponible, un clic sur le cadenas ouvrira un nouvel onglet avec l'article PDF prêt à être lu ou enregistré sur l'ordinateur.
Unpaywall est intégré dans de nombreuses bases de données, comme Scopus ou Web of Science, dans des outils de découverte, et dans Zotero.